# Международная федерация настольного хоккея

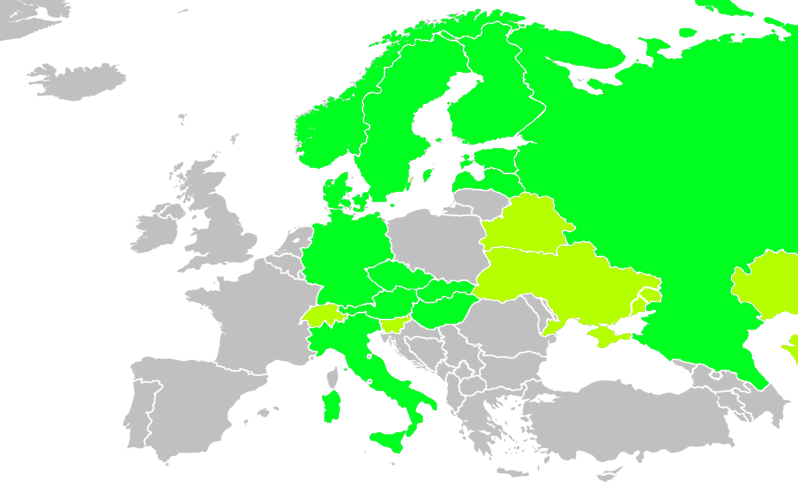
ITHF в 2019 году. Ярко-зелёным обозначены страны—основательницы 2005 года (из них на карте отсутствуют Канада и США), жёлто-зелёным — подсоединившиеся позже.

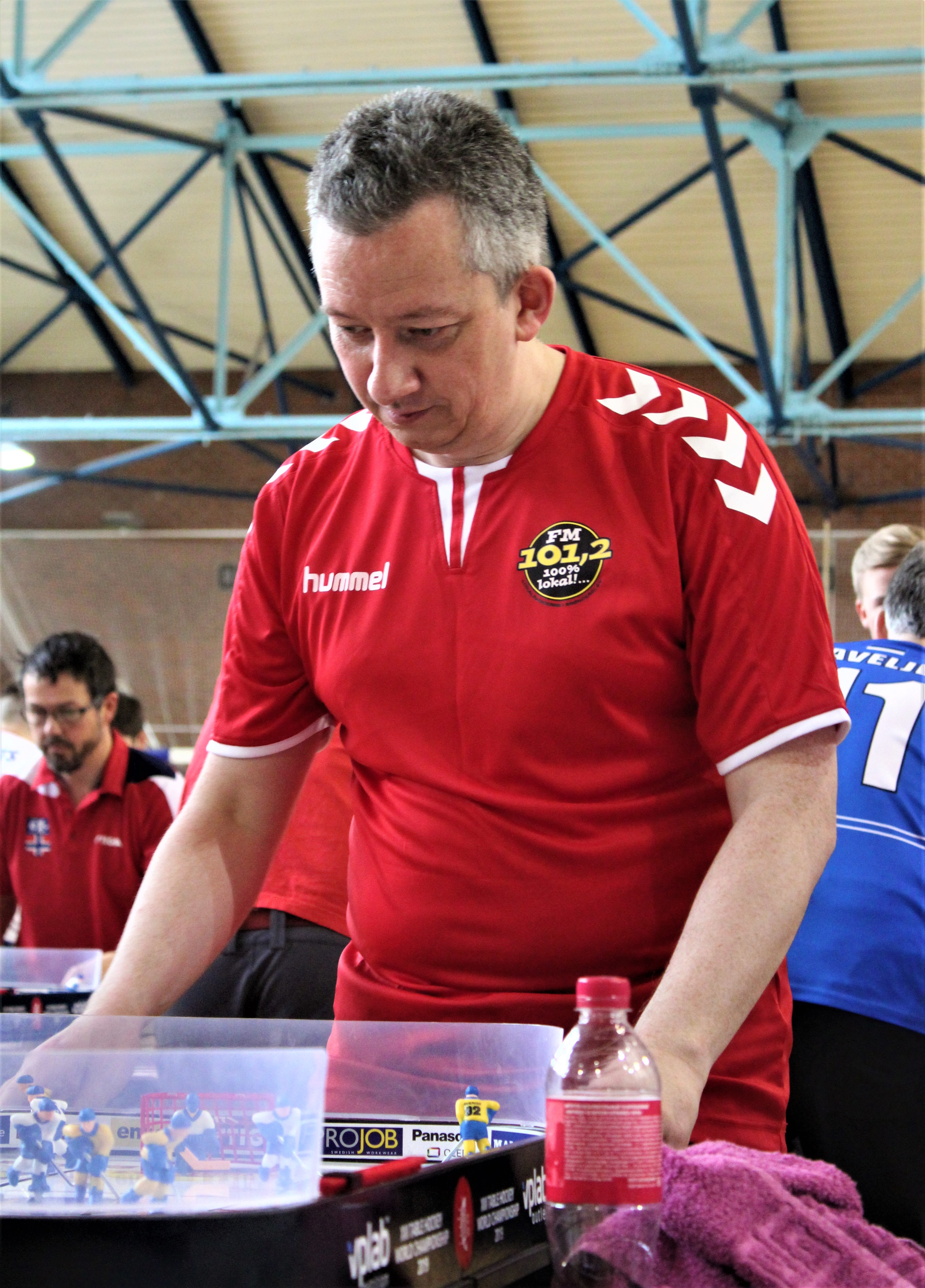
Президент ITHF Аксельсен на чемпионате мира в Раубичах (Белоруссия), 2019 год

Международная федерация настольного хоккея (англ. International Table Hockey Federation; ITHF) является ведущей мировой организацией в настольном хоккее, несмотря на то, что проводит соревнования на полянах только одного производителя "Stiga" и соответственно не охватывает всего настольного хоккея. Её штаб-квартира располагается в Пльзене, Чешская Республика. ITHF была официально учреждена 3 июня 2005 года, хотя фактически она начала действовать задолго до того в форме встречи представителей сильнейших стран — участниц чемпионатов мира для обсуждения места проведения следующего чемпионата. В 2019 году ITHF насчитывало 20 стран-членов.
ITHF пропагандирует настольный хоккей, регулирует правила проведения игр и турниров, утверждает календарь основных соревнований сезона — Мирового тура, и поддерживает Мировой рейтинг игроков.

## История
ITHF была создана на встрече представителей 15 стран в Риге в 2005 году, куда они приехали на очередной чемпионат мира. Она была официально зарегистрирована в Чешской Республике как неправительственная организация. Регистрационного статуса того времени в настоящее время недостаточно для эффективной работы, и обсуждаются варианты перерегистрации в другой стране и получения более высокого статуса.
С 2018 года организация возглавляется представителем Дании Аксельсеном. В исполком избраны также представители России, США, Эстонии и Украины.

## Конституция ITHF
Конституция Федерации гласит, что это некоммерческая международная неправительственная организация, членами которой являются представляющие свои страны ассоциации игроков мирового настольного хоккея.
Ассоциации, желающие вступить в ITHF, должны быть официально зарегистрированы в своей стране в качестве ассоциации по настольному хоккею, иметь демократически избранное руководство, определённое количество активных взрослых игроков и открытых турниров. Представители стран, не соблюдающих эти требования, остаются наблюдателями.
Высшая власть ITHF принадлежит Конференции делегатов, то есть голосованию представителей государств — членов, на котором избираются все должностные лица организации и решаются другие спорные вопросы вроде изменений правил.

## Члены ITHF

### Россия
В России существует более десятка региональных федераций, ассоциаций, лиг и т.д. настольного хоккея, которые объединены московской РФНХ ("Российской федерацией настольного хоккея"). Именно РФНХ признана со стороны ITHF представителем России в ней, хотя этот выбор в ранние времена пыталась оспорить федерация Санкт-Петербурга, в 2011 году просившая от ITHF передать ей компетенцию организации турниров в России. РФНХ проводит открытые чемпионаты и кубки России в разных городах, где имеются активные местные федерации. Однако, РФНХ на 2019 год всё ещё не имеет официального статуса федерации вида спорта, который в начальные годы РФНХ считался нежелательным, а попытка зарегистрировать настольный хоккей видом спорта в 2009 году не принесла успеха. Сейчас РФНХ зарегистрирована как региональная общественная организация, причём по юридическим причинам при регистрации слово "Российская" тоже заменено словом "Региональная". Эта нехватка официального признания юридически затрудняет организацию турниров и делает спорным их статус, и в 2018 году инициативной группой было создано общественное объединение "ООО РФНХ", заявляющая своей целью добиться официальной регистрации по праву количества регионов с местными отделениями. Нужного количества регионов пока не набрано. По требованию Устава ITHF, летом 2019 года в РФНХ среди российских игроков были проведены выборы президента, на которых выиграл действовавший президент Алексей Титов.

### Другие страны
- В Белоруссии настольный хоккей как соревнования начался с Новополоцка, где побывавший на иностранных турнирах А.Князюк в 2004 году создал местную лигу. Новополочане помогали устраивать турниры и в Минске[12]. Тем не менее, количественно и организационно белорусский настольный хоккей развивался медленно и лишь в 2019 году Белоруссия была принята в ITHF.
- Казахстан долгое время на турнирах был представлен только живущими в Москве гражданами, пока в 2013 году не начались турниры в Алматы, а через год в Шымкенте[13].
- Украина начала почти одновременно с Латвией и Россией по российскому варианту, создавая региональные федерации, однако внутренние конфликты породили отставание её развития на несколько лет[14][15]. Ныне это отставание преодолено и Украина занимает третье место в мире по рейтингу игроков.
- Латвия — единственная к 2019 году страна, в которой настольный хоккей признан видом спорта на государственном уровне и пользуется государственной поддержкой[16]. Латвийская ФНХ в 2006 году получила официальный статус и была включена в список спортивных федераций Латвии[17].
- Эстония с отставанием следует этим же путём укрепления связи с государством, в частности, министр культуры Индрек Саар участвовал в открытии Кубка Таллина в 2018 году[18].
- В Литве система настольного хоккея практически ограничивается двумя клубами в Вильнюсе и Литва к 2019 году ещё не является членом ITHF, хотя регулярно присылает своих игроков на международные соревнования всех уровней.

## Мировой рейтинг
ITHF публикует еженедельно обновляемый Мировой рейтинг, то есть рейтинг силы игроков, основанный на их результатах в соревнованиях. Рейтинги юниоров, женщин, ветеранов, клубов и команд подсчитываются также и отдельно. В 2019 году общий рейтинг возглавляет россиянин Максим Борисов.

## Другие организации настольного хоккея
В своей Конституции ITHF руководствуется тезисом о том, что под настольным хоккеем понимаются только поляны, произведённые компанией "Stiga", и имеет противоположную крайность: Всемирную ассоциацию настольного хоккея (WTHA), которая признаёт настольным хоккеем не только все подвиды традиционного настольного хоккея, а также аэрохоккей и бильярд-хоккей, которые при этом имеют свои собственные федерации. Европейская WTHA в настоящее время является фактически самостоятельной и в основном занимаются бильярд-хоккеем. В настоящее время у ITHF не имеется заметной конкуренции на мировом уровне, однако в Северной Америке ITHF является лишь одной из нескольких организаций, причём остальные либо представляют одного производителя, либо же признают мультистандарт — в частности, CTHA ("Канадская ассоциация настольного хоккея") признаёт разные стандарты равноценными, при том что её руководитель одновременно занимал пост в Исполкоме ITHF. Такое отношение характерно и для других канадских организаций, например, WTHL ("Лига настольного хоккея Виннипега") основным своим стандартом считает Coleco, но признаёт также 12 других производителей полян, или изначально квебекская NTHL ("Национальная лига настольного хоккея"), проводящая 9 турниров в год на площадках фирмы Coleco в США и Канаде.